# Ян Карась
Ян Карась (пол. Jan Karaś; нар. 17 березня 1959, Краків, Польща) — польський футболіст та тренер, виступав на позиції нападника.

## Клубна кар'єра
Футбольну кар'єру розпочав у клубі «Гутник» (Краків). У 1982 році перейшов до «Легії» (Варшава), і протягом семи років виступів у столичному клубі цей талановитий та технічний гравець зібрав 154 матчі в чемпіонаті, відзначився 20 голами, двічі ставав срібним призером чемпіонату. Виступав у Кубку УЄФА, в якому провів 10 поєдинків. Після перемоги в Кубку Польщі вирішив залишити команду.
Потім по півроку відіграв у грецькій «Ларисі» та фінському «Ваасан Паллосеура». Проте цей період важко назвати для Карася успішним, оскільки жодного трофею з цими клубами поляк не виграв. У сезоні 1992/93 років повернувся до Польщі, спочатку виступав у столичній «Полонії», а потім у клубах «Буг» (Вишкув) та «Долькан» (Зомбки). Кар'єру футболіста завершив у 1997 році.

## Кар'єра в збірній
Дебютував у футболці національної збірної Польщі 29 серпня 1984 року в нічийному (1:1) товариському поєдинку проти Норвегії. У складі головної команди країни зіграв 16 матчів та відзначився 1 голом, у 3-х матчах виводив поляків на футбольне поле з капітанською пов'язкою. Учасник фінальної частини чемпіонату світу 1986 року. На груповій стадії двічі (проти Португалії та Англії) змінював Ришарда Коморницького, зрештою повний матч відіграв у 1/8 фіналу (польська збірна з рахунком 0:4 поступилася Бразилії й вибула з турніру). Востаннє футболку збірної Польщі одягав 23 березня 1988 року в нічийному (1:1) виїзному товариському поєдинку проти Північної Ірландії.

### Матчі за збірну
| №   | Дата              | Місце       | Суперник          | Результат | Змагання        | Грав   | Примітки |
| --- | ----------------- | ----------- | ----------------- | --------- | --------------- | ------ | -------- |
| 1.  | 29 серпня 1984    | Драммен     | Норвегія          | 1-1       | товариський     | 90'    |          |
| 2.  | 12 вересня 1984   | Гельсінкі   | Фінляндія         | 2-0       | товариський     | з 71'  |          |
| 3.  | 26 вересня 1984   | Слупськ     | Туреччина         | 2-0       | товариський     | до 77' |          |
| 4.  | 17 жовтня 1984    | Забже       | Греція            | 3-1       | квал. ЧС 1986   | з 46'  |          |
| 5.  | 4 вересня 1985    | Брно        | Чехословаччина    | 1-3       | товариський     | до 65' |          |
| 6.  | 26 березня 1986   | Кадіс       | Іспанія           | 0-3       | товариський     | з 78'  |          |
| 7.  | 7 червня 1986     | Монтеррей   | Португалія        | 1-0       | ЧС 1986         | з 57'  |          |
| 8.  | 11 червня 1986    | Монтеррей   | Англія            | 0-3       | ЧС 1986         | з 24'  |          |
| 9.  | 16 червня 1986    | Гвадалахара | Бразилія          | 0-4       | ЧС 1986         | 90'    |          |
| 10. | 7 жовтня 1986     | Бидгощ      | Північна Корея    | 2-2       | товариський     | з 46'  | Гол      |
| 11. | 15 жовтня 1986    | Познань     | Греція            | 2-1       | квал. Євро 1988 | 90'    | ЖК       |
| 12. | 12 листопада 1986 | Варшава     | Ірландія          | 1-0       | товариський     | до 45' | кап.     |
| 13. | 19 листопада 1986 | Амстердам   | Нідерланди        | 0-0       | квал. Євро 1988 | 90'    | кап.     |
| 14. | 12 квітня 1987    | Гданськ     | Кіпр              | 0-0       | квал. Євро 1988 | 90'    | кап.     |
| 15. | 14 жовтня 1987    | Забже       | Нідерланди        | 0-2       | квал. Євро 1988 | до 45' |          |
| 16. | 23 березня 1988   | Белфаст     | Північна Ірландія | 1-1       | товариський     | з 46'  |          |

## Кар'єра тренера
Тренерську діяльність розпочав у клубі «Долькан» (Зомбки), де працював головним тренером першої та молодіжної команд. Потім допомагав тренувати варшавську «Полонію». З жовтня 2008 року тренував клуб четвертої ліги Польщі «Мазур» (Карчев). З 2009 по 2010 рік тренував варшавський «Гутник». Потім очолював «Марковію» (Марки). На даний час тренує молодь у клубі «Легіон» (Варшава). 

## Досягнення

### Як гравця
«Легія» (Варшава)
- Перша ліга Польщі
  -  Срібний призер (2): 1984/85, 1985/86

- Кубок Польщі
  -  Володар (1): 1989
  -  Фіналіст (1): 1988

«Полонія» (Варшава)
- Друга ліга Польщі
  -  Чемпіон (1): 1993